# Good morning (SPECIAL OTHERSのアルバム)
『Good morning』（グッドモーニング）はジャム・ロック・バンドであるSPECIAL OTHERSの1枚目のフル・スタジオ・アルバム。2006年11月22日にSPEEDSTAR RECORDSからリリースされた。規格品番：VIZL-212（初回限定盤DVD付）・VICL-62170：通常盤

## 収録曲

### CD
特記以外　全作詞・作曲：SPECIAL OTHERS
1. AIMS
1stシングル
2. Good morning
3. Circle
4. Yagi & Ryota
5. Around the world
6. Session
7. KOYA
8. COMBOY
9. KHN
10. DOOR OF THE COSMOS
作詞・作曲：Sun Ra
サン・ラーのカバー

### DVD
1. AIMS(music video)
2. Random(live)
3. IDOL(live)
4. Quinto(live)
5. SPECIAL MOVIE

## 参加ミュージシャン
- 又吉優也:ベース
- 宮原良太:ドラム、ボーカル、ホース(7)、鈴(7)、パイプ(7)、椅子(7)
- 柳下武史:ギター、ボーカル、水(7)
- 芹澤優真:オルガン、ピアノ、クラビネット、ピアニカ、ボーカル